# George Robinson, 1:e markis av Ripon
George Frederick Samuel Robinson, 1:e markis av Ripon, född 24 oktober 1827 i London, död 9 juli 1909 på sitt gods Studley Royal invid Ripon, var en brittisk statsman, son till Frederick John Robinson, 1:e earl av Ripon. 

## Biografi
Robinson bar till faderns död 1859 titeln viscount Goderich, ärvde då earltiteln av Ripon och samma år även farbroderns titel earl De Grey (han kallades därefter earl De Grey och Ripon). Han satt 1852-1859 i underhuset som rätt avancerad radikal och blev i Palmerstons ministär understatssekreterare 1859 i krigsministeriet och 1861 för Indien samt 1863 krigsminister (med säte i kabinettet). 1866 var han en kort tid (i Russells ministär) minister för Indien. Robinson tillhörde 1868-1873 Gladstones första ministär som lordpresident och fungerade 1871 som ordförande i den kommission rörande Alabamafrågan, vilken med Förenta Staterna åstadkom Washingtonfördraget om tvistens slitande genom skiljedom. För därvid inlagda förtjänster upphöjdes han samma år till markis av Ripon. 
Mycket uppseende väckte 1874 hans övergång till katolicismen. Robinson var 1880-1884 vicekung av Indien och hyllade på denna post en liberal reformpolitik, som av många ansågs alltför västerländskt doktrinär. Han upphävde sålunda bland annat flertalet förut gällande stränga kontrollbestämmelser rörande på indiska språk utkommande tidningar, en åtgärd, som sedermera visade sig betänkligt främja terroristisk antibrittisk propaganda. 
Vidare utsträckte han den kommunala självstyrelsen och verkade med mycken iver för folkundervisningens höjande. Ett lagförslag om indisk rättegångsreform, enligt vilket infödda domares jurisdiktionsrätt utsträcktes även till brittiska undersåtar av europeisk börd, väckte så häftig opposition inom europeiska kretsar i Indien, att brittiska regeringen måste stryka dess mest klandrade bestämmelser genom stadgandet, att inför infödda domare instämda européer ägde rätt att bli dömda av en jury, till minst hälften bestående av européer. 
Robinson var förste amiralitetslord i Gladstones tredje ministär (1886) och kolonialminister under Gladstone och Rosebery 1892-1895. I Campbell-Bannermans ministär (1905-1908) var han lordsigillbevarare och överhusets ledare samt innehade förstnämnda post även några månader efter ministärens rekonstruktion under Asquith (till oktober samma år). 
Robinson hade i sin ungdom anslutit sig till den mot 1840-talets slut framträdande "kristligt socialistiska" rörelsen och var till sin åskådning radikal demokrat under hela sin långa politiska bana. Hans inflytande inom det liberala partiet avtog emellertid märkbart efter hans övergång till katolicismen. Av Indiens infödda befolkning var Robinson kanske mer uppburen än någon föregående eller efterföljande vicekung.